# بخش کروتینسکی
بخش کروتینسکی (به لاتین: Krutinsky District) یک منطقهٔ مسکونی در روسیه است که در استان اومسک واقع شده‌است.